# Изабелла де Бомонт
Изабелла де Бомонт (англ. Isabel of Beaumont; ок. 1320 — 1361) — английская аристократка, герцогиня Ланкастерская, дочь Генри де Бомонта и его жены Алисы де Комин. Супруга Генриха Гросмонта, герцога Ланкастерского, предок Ланкастерской ветви династии Плантагенетов. Также известна, как Изабелла Бриеннская.

## Происхождение
Изабелла происходила из английской ветви знатного французского рода Бриеннов, представители которого принимали активное участие в Крестовых походах. Её дед, Людовик де Бриенн (ум. после 1 сентября 1297), был одним из сыновей Иоанна (Жана) де Бриенна, короля Иерусалима и императора Латинской империи, от брака с Беренгарией Леонской. Людовик, носивший по месту рождения прозвище «Акрский», воспитывался вместе с братьями Альфонсом и Жаном при дворе своего родственника, короля Франции Людовика IX Святого. Он женился на Агнессе де Бомон, наследнице Рауля VII, виконта де Бомон-о-Мэн, благодаря чему унаследовал титулы и владения виконта де Бомон. В этом браке родилось несколько сыновей, одним из которых был Генри де Бомонт, 1-й барон Бомонт, отец Изабеллы. Так как он был близким родственником жены короля Англии Эдуарда I и не имея перспектив что-то унаследовать дома, он перебрался в Англию, где сблизился с будущим Эдуардом II, от которого получил многочисленные поместья и титул барона. Также он женился на Элис Комин, происходивший из знатного шотландского рода Коминов, которая была наследницей графства Бьюкен, конфискованного у её дяди королём Шотландии Робертом I Брюсом. Стремясь получить шотландское наследство жены, Генри поддерживал претендовавшего на Шотландский престол Эдуарда Баллиола, получив после успеха вторжения того в Шотландию в 1333 году титулы графа Бьюкена и Морея, а также должность констебля Шотландии, однако после изгнания Баллиола в 1334 году утратил владения и титулы в Шотландии, хотя в Англии он продолжал титуловаться как граф Бьюкен

## Биография
Изабелла Бриеннская родилась примерно в 1320 году. У неё было девять старших братьев и сестёр, включая Джона де Бомонта, 2-го барона Бомонта. Она в 1337 году вышла замуж за будущего графа и герцога Ланкастерского Генриха Гросмонта в 1337 году. В этом браке родилось две дочери, которые впоследствии унаследовали земли своего отца.
Изабелла умерла в замке Лестер весной 1361 года от чумы и была похоронена в аббатстве Ньюарк (Лестершир). Её муж тоже умер от чумы в этом же году.
Потомками Бланки Ланкастерской, младшей дочери Изабеллы де Бомонт, была Ланкастерская династия представитель которой, Генрих IV (внук Изабеллы), стал королём Англии.

### Брак и дети
Муж: с около 1337 года Генри Гросмонт (около 1300 — 24 марта 1361), граф Дерби с 1336, граф Ланкастер с 1345 года, граф Линкольн с 1349, герцог Ланкастер с 1351.
- Матильда Ланкастерская (1339/1341 — 10 апреля 1362), графиня Лестер с 1361; 1-й муж: с 1 ноября 1344 года Ральф де Стаффорд (умер до 1347); 2-й муж: с 1352 Вильгельма I Баварский (12 мая 1330 — 15 апреля 1388), герцог Баварии и граф Голландии, Зеландии и Эно (Геннегау) с 1357[3].
- Бланка Ланкастерская (25 марта 1345 — 12 сентября 1369), графиня Ланкастер, Линкольн и Дерби с 1361, графиня Лестер с 1362; муж: с 19 мая 1359 года Джон Гонт (март/май 1340 — 3 февраля 1399), английский принц, граф Ричмонд в 1342—1373, герцог Ланкастер, граф Ланкастер, Дерби, Лестер и Линкольн, сеньор де Бофор и де Ножан с 1362, герцог Аквитании с 1390[3].